# Amphicarpie

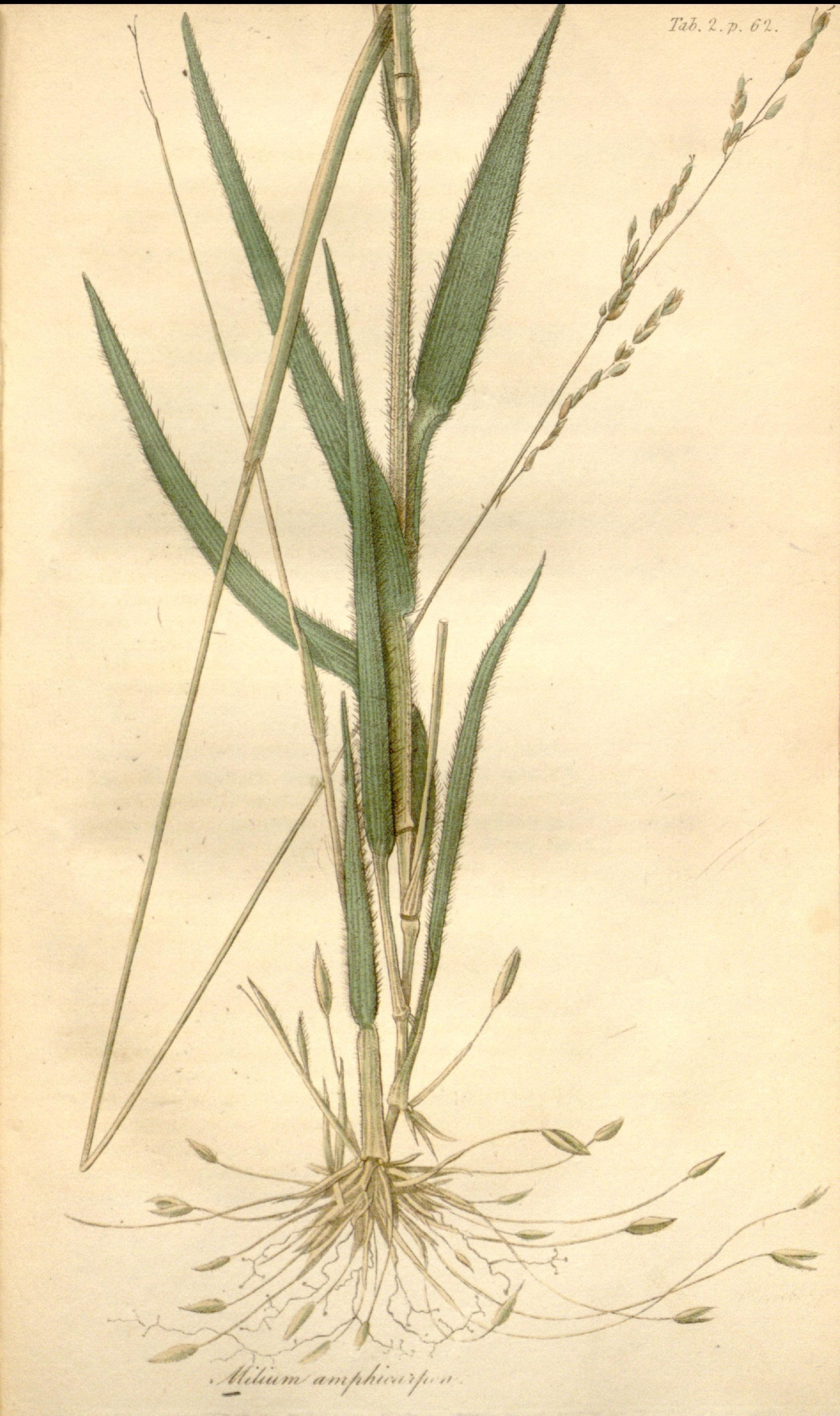
Cette planche extraite de Flora Americae Septentrionalis, présente une espèce de graminée d'Amérique du Nord, Amphicarpum amphicarpon, qui développe des épillets souterrains à l'extrémité de rhizomes grêles.

En botanique, l'amphicarpie est une stratégie de reproduction  caractérisée par la production de deux types de fruits,, et qui s'observe principalement chez des espèces de plantes annuelles.
Dans certains cas, l'un des deux types de fruits est aérien et l'autre souterrain (hypogée).
Parfois la plante produit plus de deux types de fruits (dans ce cas on parle d'« hétérocarpie »).

## Biologie
Chez une espèce de plantes typiquement amphicarpes, l'un des deux types de fruits est souterrain. Ces  fruits souterrains se développent habituellement à partir des fleurs auto-pollinisées, tandis que les fruits qui se développent à partir de fleurs aériennes sont souvent le résultat d'une pollinisation croisée.
Les plantes utilisent cette stratégie reproductive pour augmenter la probabilité de transmission de leur matériel génétique. Il s'agit d'une stratégie de minimisation des risques qui permet à un organisme de produire plusieurs phénotypes différents. Les graines des fleurs souterraines ont une faible variabilité génétique (du fait de l'autofécondation), tendent à être plus grandes, et peuvent germer directement à partir des tissus de la fleur, ce qui garantit que la plante annuelle puisse rester dans une station qui lui était appropriée l'année précédente. Les graines de fleurs aériennes ont généralement une plus grande variabilité génétique, ont tendance à être plus petites et peuvent être disséminées plus loin. Cela permet à la fois la colonisation de nouveaux territoires et l'échange de matériel génétique entre les populations.
L'amphicarpie favorise le maintien des graines dans un environnement éprouvé et les protège de la prédation, des incendies et de la dessiccation. En revanche, outre la restriction des flux de gènes, elle réduit la dispersion des graines et a un coût énergétique élevé pour la plante et impose une forte concurrence entre les plantules sœurs

## Étymologie
Le terme « amphicarpie »  est formé de deux racines grecques, amphi (ἀμφί), qui  signifie « des deux côtés » et carpos (καρπός) qui signifie « fruit ». C'est un concept que l'on doit au botaniste allemand Ernst Huth, publié dans son ouvrage, Ueber Geokarpe , Amphikarpe und Heterokarpe Pflanzen, en 1890.

## Terminologie
Certains auteurs distinguent deux sous-groupes de plantes amphicarpes : sensu stricto et sensu lato.
On trouve dans les deux sous-groupe à la fois des fruits aériens et des fruits souterrains, mais dans le premier (amphicarpie sensu stricto), on trouve sur la même plante des fleurs aériennes chasmogames ou des fleurs aériennes chasmogames et cléistogames et des fleurs souterraines cléistogames, tandis que dans le second (sensu lato), la même plante porte des fleurs aériennes chasmogames et des fleurs basales ou proches du niveau du sol également chasmogames.
Dans ce dernier cas la pollinisation a lieu au-dessus du niveau du sol, et les fruits souterrains sont de fait enterrés après la fécondation. C'est le cas par exemple de Catananche lutea, Gymnarrhena micrantha (Asteraceae) et Emex spinosa (Polygonaceae).

## Espèces et famille concernées
On estime qu'il existe dans le monde environ cinquante espèces amphicarpes, soit 0,02 % des espèces connues de plantes à fleurs. La plupart de ces cinquante espèces se rencontrent dans des circonstances souvent très perturbées et très stressantes pour les plantes. Israël, pays qui présente de nombreux habitats perturbés, possède  huit espèces amphicarpes sur une flore totale de deux mille cinq cents espèces, soit un pourcentage de 0,32 % nettement plus élevé que la moyenne mondiale.
L'amphicarpie se rencontre principalement dans la famille des Fabaceae (légumineuses), mais également chez les Asteraceae (composées), Brassicaceae (crucifères), Commelinaceae, Cyperaceae, Poaceae (graminées), Polygalaceae, Polygonaceae, Ranunculaceae, Scrophulariaceae et Violaceae.
Parmi les espèces amphicarpes, figurent notamment  Catananche lutea, Gymnarrhena micrantha et Polygala lewtonii,.

Trifolium polymorphum  est une plante vivace, qui combine l'amphicarpie avec la reproduction végétative par les stolons. Cette plante pousse dans les prairies où ses fleurs aériennes risquent de ne pas produire de graines à cause des herbivores.